# Liste der Naturschutzgebiete im Landkreis Tirschenreuth
Im Landkreis Tirschenreuth gibt es sieben Naturschutzgebiete. Zusammen nehmen sie im Landkreis eine Fläche von 601 Hektar ein. Das größte Naturschutzgebiet ist das 1989 eingerichtete Naturschutzgebiet Wondrebaue.
| Name                                        | Bild                         | Kennung                   | Einzelheiten | Position | Fläche Hektar | Datum |
| ------------------------------------------- | ---------------------------- | ------------------------- | --- | -------- | ------------- | ----- |
| Föhrenbühl                                  | BW                           | NSG-00131.01 WDPA: 81683  | Erbendorf Schütter bewaldeter Serpentinitrücken.                                                                            | ⊙        | 33,73         | 1999  |
| Großer Teichelberg                          | Blick zum Großen Teichelberg | NSG-00507.01 WDPA: 163364 | Pechbrunn Gestufte und reich gegliederte Edellaubholzmischwaldbestände.                                                     | ⊙        | 118,94        | 1996  |
| Hirschberg- und Heidweiher in der Gabellohe |                              | NSG-00161.01 WDPA: 81887  | Immenreuth Teichlandschaft der Gabellohe.                                                                                   | ⊙        | 28,18         | 1982  |
| Langweiher Moor                             | BW                           | NSG-00269.01 WDPA: 164373 | Kastl Übergangsmoor | ⊙        | 15,45         | 1986  |
| Moorgebiet bei Bärnau                       |                              | NSG-00466.01 WDPA: 164675 | Bärnau Regional charakteristische Feuchtgebietstypen.                                                                       | ⊙        | 37,54         | 1994  |
| Waldnaabtal                                 |                              | NSG-00050.01 WDPA: 82857  | Falkenberg, Windischeschenbach Felsblockmeere im Gewässer. LK Neustadt an der Waldnaab 28,78 ha, LK Tirschenreuth 153,55 ha | ⊙        | 182,33        | 1950  |
| Wondrebaue                                  |                              | NSG-00358.01 WDPA: 166359 | Tirschenreuth Naturnaher Talabschnitt der Wondreb.                                                                          | ⊙        | 213,04        | 1989  |
| Legende für Naturschutzgebiet               |                              |                           | |          |               |       |